# Бронещит
Бронещит, Броневой щит, Щит, Бронещиток — броневое защитное устройство, устанавливаемое на оружие (например, судовых орудийных установок, пулемётов, орудий полевой артиллерии и так далее).
Устройство используется для защиты расчёта орудия (ранее — прислуги орудия) от пуль и осколков. Также броневым щитом называется (что не верно) устройство из подручных материалов, иногда использующееся в поле для защиты стрелка от огня противника.

## История
В конце XIX века в армиях и флотах европейских государств началось внедрение щитов для защиты расчётов артиллерийских орудий от пуль и осколков во время стрельбы. С открытием особенно твёрдых сортов стали в мире опять явилась мысль воспользоваться переносными щитами стрелка, лежащего или стоящего за бруствером укрепления, для предохранения от ружейных пуль, но в обширных размерах мера эта нигде осуществлена не была по причине большой тяжести подобного приспособления.
Позднее, в 1890-е годы бронещиты получили станковые пулемёты. 
Переносные бронещиты применялись пехотными подразделениями во время Первой мировой войны на участках, где линия фронта стабилизировалась и имел место переход к «траншейной войне» - в том числе, на восточном фронте. Так, есть упоминание, что 8 апреля 1915 года ефрейтор 12-й роты Олонецкого 14-го пехотного полка русской армии Гавриил Совченко во время вылазки в немецкие окопы захватил и доставил в расположение русских войск пуленепробиваемый стальной щит.
Поскольку при увеличении площади защиты увеличивалась масса изделия, уже были предприняты попытки создания передвижных бронещитов, оснащённых колёсами.
В США изобретатель Б. Дж. Диплок разработал проект передвижного бронещита большой площади (напоминающего средневековый «мантелет» и обеспечивавший защиту сразу для нескольких пехотинцев) - и на фабрике Talbot был построен деревянный макет такого щита, но военных это изобретение не заинтересовало.
В 1929 году бронированный мотоцикл (с бронещитами, обеспечивающими защиту водителя и пассажира в коляске в передней проекции) был разработан для полиции США.
Известен по меньшей мере один случай использования бронещитов японскими войсками во время боёв за город Шанхай в 1937 году (во время обороны склада Сыхан 29 октября 1937 года штурмовая группа из двадцати японских солдат попыталась приблизиться к стене здания, прикрываясь от выстрелов стальными щитами — однако когда они приблизились к зданию вплотную и начали рыть шурф для установки подрывного заряда рядовой 1-го батальона 524-го полка 88-й дивизии гоминьдана спрыгнул на них из пролома на пятом этаже со связкой ручных гранат типа «Stielhandgranate» и штурмовая группа была уничтожена взрывом).
Известны случаи, когда бронещиты ставили на оружие, изначально не рассчитанное на их использование. Так, во время обороны Ленинграда 1941—1944 гг. использовавшиеся для ведения огня со стационарных позиций в условиях позиционной войны ручные пулемёты ДП начали комплектовать прямоугольными бронещитами (выпуск которых освоил Ижорский завод).
Также во время Вьетнамской войны, когда экипажи бронемашин и торпедных катеров «москитного флота» устанавливали плиты из брони на пулемёты.
Главный недостаток бронещитов — ограничение видимости стрелка в прямом направлении. В октябре 1985 года был запатентован стальной щит с триплексом из пуленепробиваемого стекла.
Новые разработки, такие как прозрачный бронированный щит стрелка (англ. Transparent Armor Gun Shield, TAGS) производства компании BAE Systems, облегчают видимость без ограничения защиты стрелка. Данные бронещиты разработаны для защиты стрелков из бортовых пулемётов бронемашин. При разработке учитывался опыт израильской армии, использующей подобные устройства. Бронещит TAGS должен обеспечивать защиту стрелка без ограничения его поля зрения. Он может устанавливаться на некоторые модели бронемашин, включая бронетранспортёры M113, Страйкер, танки M1 Abrams и на вездеходы HMMWV.
Антитеррористические и полицейские подразделения специального назначения используют бронещиты из кевлара и бронестекла в операциях против тяжеловооружённых преступников. Бронещиты обеспечивают дополнительную защиту от пуль и оснащены бойницей, позволяющей владельцу щита вести огонь из револьвера, так как в данном случае стрельба из полуавтоматического оружия нежелательна.

## Орудийный щит
Орудийный щит — бронированное сооружение у артиллерийских установок, обеспечивающее живучесть орудия и защищающее его расчёт и механизмы от осколков разорвавшихся вблизи снарядов. Представляет собой броневые листы толщиной 3-10 мм.
В XIX—XX веках броневые щиты широко использовались в конструкции полевых, самоходных и корабельных орудий и пулемётов. Набор из одного или нескольких щитов, как правило, во фронтальной проекции орудия называется щитовым прикрытием и служит для предохранения расчёта и материальной части орудия от поражающих факторов современного огнестрельного оружия — попаданий пуль и осколков, а также ударной волны от близких разрывов.
Чаще всего щитовым прикрытием снабжались артиллерийские системы, предназначенные для действий на передовой или в непосредственной близости от неё, особенно важным было их наличие у пехотных (полковых) и противотанковых орудий, ведущих огонь в подавляющем большинстве случаев прямой наводкой. Как правило, элементы щитового прикрытия выполнялись из броневой стали толщиной от 4 до 10 мм, для повышения эффективности своего действия они иногда выполнялись в виде фигуры сложной геометрической формы с рациональными углами наклона броневых листов. Таким образом увеличивалась эффективная толщина их брони и вероятность рикошета при попадании в щит пули или осколка.
В ряде случаев, например у немецкой 75-мм противотанковой пушки Pak 40, в щитовом прикрытии использовалась схема разнесённого бронирования, когда между двумя броневыми листами оставался зазор. Это позволяло лучше противостоять бронебойным пулям стрелкового оружия — при пробивании первого листа пуля деформировалась, теряла оптимальную ориентацию для пробития второго листа и в итоге задерживалась им.
На военных кораблях и самоходно-артиллерийских установках также применялась промежуточная конструкция между башней и щитовым прикрытием, когда на штыревой установке щитами прикрывалась не только фронтальная, но и боковые и частично верхняя проекции орудия, а задняя часть оставалась открытой для удобства его обслуживания.
Большинство лёгких авиадесантируемых орудий и некоторые модели разборных горных орудий не комплектуются щитовым прикрытием, поскольку оно увеличивает их массу и затрудняет перевозку, вьючную переноску или десантирование посадочным или парашютным способом.
Также не комплектуются щитовым прикрытием тяжёлые дальнобойные орудия, удалённые от передовой, поскольку для них нет опасности пулевого обстрела во фронтальном секторе, а при контрбатарейной стрельбе противника разрывы, порождающие поражающие орудие и расчёт осколки могут находиться и по флангам, и сзади, и в верхней полусфере. В таком случае защиту обеспечивает только фортификационное сооружение или орудийная башня.

Броневой щит судовых орудийныx установок, служит для защиты прислуги орудия от снарядов и осколков их; он крепится к лафету и вращается вместе со станком. В Броне. щите имеются вырезы для прохода дула орудия при полных углах возвышения и снижения, а также и для прицельных линий. При открытых установках орудий на палубах употребляются трапецоидальные щиты, толщиной ок. 1 дм, состоящие из передней и 2 боковой стенок, высотой в рост человека, и крыши. При установке орудий в бронированом каземате употребляются башнеподобные Броне. щиты, толщиной ок. 3 дм, цилиндрической формы; вращаясь вместе со станком, они постоянно закрывают амбразуру; во избежание заклинения станка, между бортом и Броне. щитом делается зазор от 1½ до 3 дм.
— Военная энциклопедия (Сытин, 1911—1915)